# Abancourt (Oise)
Abancourt je francouzská obec, která se nachází v departementu Oise, v regionu Pikardie. Obec má rozlohu 6,01 km². V obci žije přes 600 obyvatel, tudíž je hustota zalidnění zhruba 105 obyv./km².